# Malga Termoncello
Malga Termoncello è un bivacco situato nel comune di Campodenno, nel gruppo delle Dolomiti di Brenta, ad un'altitudine di 1852 m s.l.m. È parte del territorio del Parco naturale Adamello Brenta.

## Descrizione
La stalla fu costruita nel 1878 e ristrutturata nel 1997, la cascina a due piani è stata ristrutturata nel 1985 e dispone di quindici posti letto. Il bivacco dello stallone è sempre aperto, di proprietà dell'ASUC di Termon, è stato ristrutturato nel 2000 e ha sei posti letto con stufa, legna, panca e tavolo.
Nel 2020 è stata realizzata una pozza-serbatoio a servizio della malga, per abbeverare gli animali.

## Accessi
- Dal parcheggio di Malga Arza, seguendo il sentiero SAT 330. (Ore: 1.10).
- Dal Lago di Tovel seguendo il sentiero SAT 339. (Ore: 2).[3]

## Traversate
- Alla Malga Loverdina (1771 m) seguendo il sentiero SAT 339. (Ore: 0.40).
- Alla Malga Campa (1978 m) seguendo i sentieri SAT 330 e 370. (Ore: 1.30).
- Al Lago di Tovel (1178 m), seguendo il sentiero SAT 339. (Ore: 2).
- Alla Malga Flavona (1860 m), seguendo il sentiero SAT 330. (Ore: 1.50).

## Ascensioni
- Monte Alto (1899 m). (Ore: 0.10).
- Cima Loverdina (2237 m). Difficoltà: facile (Ore: 1).
- Cima degli Inferni (2310 m). Dopo aver raggiunto la cima Loverdina, si cala a destra fino ad arrivare a uno sperone dal quale si scende la ripida parete. Si arriva così al Passo degli Inferni (2210 m), dal quale è possibile continuare fino alla Cima degli Inferni. (Ore: 2.30).[4]